# Acordul Concord
Acordul Concord este un contract între Federația Internațională a Automobilului, echipele de Formula 1 și Formula One Administation care dictează termenii pe care se bazează prezența echipelor la cursele din campionatul mondial precum și marjele pe care acestea le primesc de pe urma drepturilor de televizare și premiile în bani.
Primul Acord Concord s-a semnat în 1981 în plin conflict FISA - FOCA. El a fost resemnat în 1987, 1992, 1997 (modificat în 1998). Prezentul acord expiră la finele lui 2007. Termenii noului acord au fost deja stabiliți, echipele semnându-l deja, iar acesta va fi valabil în perioada 2008 - 2012.